# Eintracht Frankfurt 2003-2004
Questa voce raccoglie le informazioni riguardanti l'Eintracht Frankfurt nelle competizioni ufficiali della stagione 2003-2004.

## Stagione
Nella stagione 2003-2004 l'Eintracht Francoforte, allenato da Willi Reimann, concluse il campionato di Bundesliga al 16º posto e retrocesse in 2. Bundesliga. In Coppa di Germania l'Eintracht Francoforte fu eliminato al secondo turno dal Duisburg.

## Rosa
| N. |                               | Ruolo | Calciatore         |
| -- | ----------------------------- | ----- | ------------------ |
| 1  | Macedonia del Nord (bandiera) | P     | Oka Nikolov        |
| 2  | Germania (bandiera)           | D     | Sven Günther       |
| 3  | Germania (bandiera)           | D     | Henning Bürger     |
| 4  | Germania (bandiera)           | D     | Andree Wiedener    |
| 5  | Germania (bandiera)           | D     | Jens Keller        |
| 6  | Grecia (bandiera)             | A     | Giannīs Amanatidīs |
| 7  | Albania (bandiera)            | C     | Ervin Skela        |
| 8  | Austria (bandiera)            | C     | Stefan Lexa        |
| 9  | Corea del Sud (bandiera)      | A     | Cha Du-ri          |
| 10 | Germania (bandiera)           | A     | Nico Frommer       |
| 13 | Germania (bandiera)           | D     | Uwe Bindewald      |
| 15 | Croazia (bandiera)            | D     | Jurica Puljiz      |
| 16 | Germania (bandiera)           | C     | Markus Kreuz       |
| 17 | Germania (bandiera)           | C     | Daniyel Cimen      |

| N. |                           | Ruolo | Calciatore         |
| -- | ------------------------- | ----- | ------------------ |
| 18 | Germania (bandiera)       | D     | Baldo di Gregorio  |
| 19 | Albania (bandiera)        | C     | Mehmet Dragusha    |
| 20 | Germania (bandiera)       | A     | Markus Beierle     |
| 21 | Germania (bandiera)       | D     | Lars Weißenfeldt   |
| 22 | Germania (bandiera)       | P     | Markus Pröll       |
| 23 | Rep. del Congo (bandiera) | D     | Jean Tsoumou-Madza |
| 24 | Germania (bandiera)       | C     | Alexander Schur    |
| 25 | Germania (bandiera)       | C     | Alexander Huber    |
| 27 | Germania (bandiera)       | C     | Christoph Preuß    |
| 28 | Brasile (bandiera)        | D     | Nascimento         |
| 29 | Brasile (bandiera)        | D     | Chris              |
| 30 | Germania (bandiera)       | P     | Andreas Menger     |
| 33 | Germania (bandiera)       | D     | Ingo Hertzsch      |

## Organigramma societario
Area tecnica
- Allenatore:
- Allenatore in seconda: Ján Kocian
- Preparatore dei portieri:
- Preparatori atletici:

## Calciomercato

### Sessione estiva
| Acquisti | Acquisti        | Acquisti          | Acquisti |
| R.       | Nome            | da                | Modalità |
| -------- | --------------- | ----------------- | -------- |
| C        | Christoph Preuß | Bayer Leverkusen  |          |
| A        | Cha Du-ri       | Arminia Bielefeld |          |
| D        | Geri Çipi       | Gent              |          |
| C        | Mehmet Dragusha | Eintracht Treviri |          |
| A        | Nico Frommer    | Reutlingen        |          |
| C        | Markus Kreuz    | Colonia           |          |
| C        | Stefan Lexa     | Tenerife          |          |
| P        | Markus Pröll    | Colonia           |          |
| D        | Jurica Puljiz   | Sebenico          |          |

| Cessioni | Cessioni           | Cessioni      | Cessioni |
| R.       | Nome               | da            | Modalità |
| -------- | ------------------ | ------------- | -------- |
| C        | David Montero      | RW Oberhausen |          |
| A        | Bakary Diakité     | Nizza         |          |
| A        | Paweł Kryszałowicz | Amica Wronki  |          |
| D        | Matheus Vivian     | Grêmio        |          |
| C        | Albert Streit      | Wolfsburg     |          |
| D        | Michael Wenczel    | Augusta       |          |

### Sessione invernale
| Acquisti | Acquisti           | Acquisti         | Acquisti |
| R.       | Nome               | da               | Modalità |
| -------- | ------------------ | ---------------- | -------- |
| D        | Nascimento         | St. Pauli        |          |
| D        | Ingo Hertzsch      | Bayer Leverkusen |          |
| A        | Giannīs Amanatidīs | Stoccarda        |          |

| Cessioni | Cessioni         | Cessioni         | Cessioni |
| R.       | Nome             | da               | Modalità |
| -------- | ---------------- | ---------------- | -------- |
| C        | Jermaine Jones   | Bayer Leverkusen |          |
| D        | Geri Çipi        | RW Oberhausen    |          |
| A        | Franciel Rodrigo | Eschborn         |          |

## Risultati

### Bundesliga

#### Girone di andata
| Arbitro: | Kircher |

|                                             |           |           |
| Zé Roberto 16’ Salihamidžić 20’ Pizarro 42’ | Marcatori | 68’ Skela |

| Arbitro: | Keßler |

|             |           |                               |
| Frommer 42’ | Marcatori | 51’ Schneider 83’ (aut.) Çipi |

| Arbitro: | Kinhöfer |

|                          |           |  |
| Max 18’, 56’, 66’ (rig.) | Marcatori |  |

| Francoforte sul Meno 23 agosto 2003, ore 15:30 CEST 4ª giornata | Eintracht Francoforte | 0 – 0 referto | Hertha Berlino | Waldstadion (22 500 spett.)\| Arbitro: \| Koop \| |
| Arbitro:                                                        | Koop                  |               |                |                                                   |

| Arbitro: | Wack |

|  |           |                      |
|  | Marcatori | 17’ Kreuz 90’ Bürger |

| Arbitro: | Jansen |

|             |           |                           |
| Beierle 90’ | Marcatori | 5’, 52’ Hristov 48’ Klose |

| Arbitro: | Kircher |

|               |           |           |
| Rodríguez 33’ | Marcatori | 38’ Chris |

| Arbitro: | Steinborn |

|  |           |           |
|  | Marcatori | 10’ Reina |

| Arbitro: | Gagelmann |

|                  |           |  |
| Lauth 90’ (rig.) | Marcatori |  |

| Arbitro: | Weiner |

|                          |           |  |
| Frommer 62’ Dragusha 78’ | Marcatori |  |

| Arbitro: | Albrecht |

|                                    |           |           |
| Ailton 18’ Baumann 24’ Klasnić 71’ | Marcatori | 67’ Chris |

| Arbitro: | Fleischer |

|  |           |                        |
|  | Marcatori | 8’ Szabics 69’ Kurányi |

| Arbitro: | Fröhlich |

|           |           |  |
| Sanou 81’ | Marcatori |  |

| Arbitro: | Keßler |

|                                        |           |                          |
| Preuß 32’ Skela 55’ (rig.) Beierle 73’ | Marcatori | 13’ Karhan 26’ Klimowicz |

| Arbitro: | Koop |

|                            |           |                                     |
| Schur 17’ Skela 62’ (rig.) | Marcatori | 18’ Stendel 87’ (rig.) Christiansen |

| Arbitro: | Weiner |

|               |           |  |
| Hashemian 21’ | Marcatori |  |

| Arbitro: | Kinhöfer |

|                       |           |                                        |
| Skela 53’ Beierle 66’ | Marcatori | 17’ Beinlich 52’ Takahara 85’ Barbarez |

#### Girone di ritorno
| Arbitro: | Jansen |

|                  |           |           |
| Skela 45’ (rig.) | Marcatori | 1’ Makaay |

| Arbitro: | Steinborn |

|              |           |                             |
| Neuville 61’ | Marcatori | 20’ Hertzsch 77’ Amanatidīs |

| Arbitro: | Fandel |

|           |           |               |
| Chris 40’ | Marcatori | 81’ Arvidsson |

| Arbitro: | Stark |

|            |           |                        |
| Rafael 62’ | Marcatori | 18’ Cha 66’ Amanatidīs |

| Arbitro: | Schmidt |

|                                    |           |              |
| Skela 15’ Amanatidīs 18’ Schur 55’ | Marcatori | 75’ van Lent |

| Arbitro: | Wack |

|          |           |  |
| Malz 90’ | Marcatori |  |

| Arbitro: | Weiner |

|                                    |           |  |
| Amanatidīs 57’ Skela 77’ Schur 80’ | Marcatori |  |

| Arbitro: | Albrecht |

|                         |           |  |
| Ewerthon 23’ Koller 80’ | Marcatori |  |

| Arbitro: | Kinhöfer |

|  |           |                                     |
|  | Marcatori | 9’ Görlitz 16’ Lehmann 59’ Agostino |

| Arbitro: | Meyer |

|                                 |           |  |
| Hertzsch 5’ (aut.) Podolski 36’ | Marcatori |  |

| Arbitro: | Jansen |

|  |           |                   |
|  | Marcatori | 78’ (rig.) Ismaël |

| Arbitro: | Steinborn |

|                                 |           |           |
| Kurányi 44’ Hleb 50’ Bordon 81’ | Marcatori | 85’ Schur |

| Arbitro: | Fandel |

|                                        |           |  |
| Skela 29’ (rig.) Preuß 45’ Beierle 72’ | Marcatori |  |

| Arbitro: | Albrecht |

|               |           |  |
| Klimowicz 19’ | Marcatori |  |

| Arbitro: | Stark |

|                               |           |  |
| Brdarić 42’, 75’ Idrissou 89’ | Marcatori |  |

| Arbitro: | Kemmling |

|                                     |           |                        |
| Preuß 13’ Puljiz 19’ Amanatidīs 51’ | Marcatori | 31’ Hashemian 49’ Wosz |

| Arbitro: | Kircher |

|                             |           |                |
| Mahdavikia 28’ Barbarez 56’ | Marcatori | 26’ Amanatidīs |

### Coppa di Germania
| Arbitro: | Fandel |

|                                    |                      |                              |
| Petry 22’                          | Marcatori            | 55’ Frommer                  |
| Falk Judt Barletta Knappmann Thier | Tiri di rigore 3 – 4 | Skela Çipi Kreuz Preuß Jones |

| Arbitro: | Meyer |

|          |           |                        |
| Kreuz 4’ | Marcatori | 44’ Cacá 110’ Ahanfouf |

## Statistiche

### Statistiche di squadra
| Competizione      | Punti | In casa | In casa | In casa | In casa | In casa | In casa | In trasferta | In trasferta | In trasferta | In trasferta | In trasferta | In trasferta | Totale | Totale | Totale | Totale | Totale | Totale | DR  |
| Competizione      | Punti | G       | V       | N       | P       | Gf      | Gs      | G            | V            | N            | P            | Gf           | Gs           | G      | V      | N      | P      | Gf     | Gs     | DR  |
| ----------------- | ----- | ------- | ------- | ------- | ------- | ------- | ------- | ------------ | ------------ | ------------ | ------------ | ------------ | ------------ | ------ | ------ | ------ | ------ | ------ | ------ | --- |
| Bundesliga        | 32    | 17      | 6       | 4       | 7       | 25      | 24      | 17           | 3            | 1            | 13           | 11           | 29           | 34     | 9      | 5      | 20     | 36     | 53     | -17 |
| Coppa di Germania | -     | 1       | 0       | 0       | 1       | 1       | 2       | 1            | 0            | 1            | 0            | 1            | 1            | 2      | 0      | 1      | 1      | 2      | 3      | -1  |
| Totale            | 32    | 18      | 6       | 4       | 8       | 26      | 26      | 18           | 3            | 2            | 13           | 12           | 30           | 36     | 9      | 6      | 21     | 38     | 56     | -18 |

### Andamento in campionato
| Giornata  | 1  | 2  | 3  | 4  | 5  | 6  | 7  | 8  | 9  | 10 | 11 | 12 | 13 | 14 | 15 | 16 | 17 | 18 | 19 | 20 | 21 | 22 | 23 | 24 | 25 | 26 | 27 | 28 | 29 | 30 | 31 | 32 | 33 | 34 |
| --------- | -- | -- | -- | -- | -- | -- | -- | -- | -- | -- | -- | -- | -- | -- | -- | -- | -- | -- | -- | -- | -- | -- | -- | -- | -- | -- | -- | -- | -- | -- | -- | -- | -- | -- |
| Luogo     | T  | C  | T  | C  | T  | C  | T  | C  | T  | C  | T  | C  | T  | C  | C  | T  | C  | C  | T  | C  | T  | C  | T  | C  | T  | C  | T  | C  | T  | C  | T  | T  | C  | T  |
| Risultato | P  | P  | P  | N  | V  | P  | N  | P  | P  | V  | P  | P  | P  | V  | N  | P  | P  | N  | V  | N  | V  | V  | P  | V  | P  | P  | P  | P  | P  | V  | P  | P  | V  | P  |
| Posizione | 13 | 18 | 18 | 16 | 13 | 15 | 15 | 15 | 17 | 14 | 14 | 16 | 17 | 16 | 16 | 17 | 18 | 17 | 16 | 17 | 16 | 14 | 16 | 13 | 15 | 15 | 16 | 17 | 17 | 17 | 17 | 17 | 16 | 16 |

Legenda:

Luogo: C = Casa; T = Trasferta. Risultato: V = Vittoria; N = Pareggio; P = Sconfitta.

### Statistiche dei giocatori
| Giocatore        | Bundesliga | Bundesliga | Bundesliga  | Bundesliga | Coppa di Germania | Coppa di Germania | Coppa di Germania | Coppa di Germania | Totale   | Totale | Totale      | Totale     |
| Giocatore        | Presenze   | Reti       | Ammonizioni | Espulsioni | Presenze          | Reti              | Ammonizioni       | Espulsioni        | Presenze | Reti   | Ammonizioni | Espulsioni |
| ---------------- | ---------- | ---------- | ----------- | ---------- | ----------------- | ----------------- | ----------------- | ----------------- | -------- | ------ | ----------- | ---------- |
| I. Amanatidīs    | 15         | 6          | 2           | 1          | 0                 | 0                 | 0                 | 0                 | 15       | 6      | 2           | 1          |
| M. Beierle       | 20         | 4          | 1           | 0          | 2                 | 0                 | 0                 | 0                 | 22       | 4      | 1           | 0          |
| U. Bindewald     | 21         | 0          | 2           | 0          | 1                 | 0                 | 0                 | 0                 | 22       | 0      | 2           | 0          |
| H. Bürger        | 21         | 1          | 4           | 1          | 0                 | 0                 | 0                 | 0                 | 21       | 1      | 4           | 1          |
| D. Cha           | 31         | 1          | 2           | 0          | 2                 | 0                 | 0                 | 0                 | 33       | 1      | 2           | 0          |
| Chris            | 25         | 3          | 10          | 0          | 1                 | 0                 | 0                 | 0                 | 26       | 3      | 10          | 0          |
| D. Cimen         | 0          | 0          | 0           | 0          | 0                 | 0                 | 0                 | 0                 | 0        | 0      | 0           | 0          |
| B. di Gregorio   | 0          | 0          | 0           | 0          | 0                 | 0                 | 0                 | 0                 | 0        | 0      | 0           | 0          |
| M. Dragusha      | 14         | 1          | 0           | 0          | 1                 | 0                 | 0                 | 0                 | 15       | 1      | 0           | 0          |
| N. Frommer       | 20         | 2          | 2           | 0          | 2                 | 1                 | 0                 | 0                 | 22       | 3      | 2           | 0          |
| S. Günther       | 25         | 0          | 4           | 0          | 1                 | 0                 | 1                 | 0                 | 26       | 0      | 5           | 0          |
| I. Hertzsch      | 15         | 1          | 4           | 0          | 0                 | 0                 | 0                 | 0                 | 15       | 1      | 4           | 0          |
| A. Huber         | 0          | 0          | 0           | 0          | 0                 | 0                 | 0                 | 0                 | 0        | 0      | 0           | 0          |
| J. Jones         | 5          | 0          | 0           | 0          | 1                 | 0                 | 1                 | 0                 | 6        | 0      | 1           | 0          |
| J. Keller        | 2          | 0          | 1           | 0          | 0                 | 0                 | 0                 | 0                 | 2        | 0      | 1           | 0          |
| M. Kreuz         | 30         | 1          | 6           | 0          | 2                 | 1                 | 0                 | 0                 | 32       | 2      | 6           | 0          |
| S. Lexa          | 30         | 0          | 3           | 0          | 1                 | 0                 | 0                 | 0                 | 31       | 0      | 3           | 0          |
| A. Menger        | 0          | 0          | 0           | 0          | 0                 | 0                 | 0                 | 0                 | 0        | 0      | 0           | 0          |
| D. Montero       | 1          | 0          | 0           | 0          | 0                 | 0                 | 0                 | 0                 | 1        | 0      | 0           | 0          |
| A. Möller        | 11         | 0          | 1           | 0          | 1                 | 0                 | 0                 | 0                 | 12       | 0      | 1           | 0          |
| N. Nascimento    | 2          | 0          | 0           | 0          | 0                 | 0                 | 0                 | 0                 | 2        | 0      | 0           | 0          |
| O. Nikolov       | 31         | 0          | 1           | 0          | 2                 | 0                 | 0                 | 0                 | 33       | 0      | 1           | 0          |
| C. Preuß         | 29         | 3          | 3           | 0          | 2                 | 0                 | 1                 | 0                 | 31       | 3      | 4           | 0          |
| M. Pröll         | 3          | 0          | 0           | 0          | 0                 | 0                 | 0                 | 0                 | 3        | 0      | 0           | 0          |
| J. Puljiz        | 15         | 1          | 3           | 0          | 0                 | 0                 | 0                 | 0                 | 15       | 1      | 3           | 0          |
| A. Schur         | 31         | 4          | 12          | 0          | 2                 | 0                 | 1                 | 0                 | 33       | 4      | 13          | 0          |
| E. Skela         | 30         | 8          | 3           | 1          | 2                 | 0                 | 0                 | 0                 | 32       | 8      | 3           | 1          |
| J. Tsoumou-Madza | 8          | 0          | 1           | 0          | 1                 | 0                 | 0                 | 0                 | 9        | 0      | 1           | 0          |
| L. Weißenfeldt   | 1          | 0          | 1           | 0          | 0                 | 0                 | 0                 | 0                 | 1        | 0      | 1           | 0          |
| A. Wiedener      | 17         | 0          | 2           | 0          | 2                 | 0                 | 0                 | 0                 | 19       | 0      | 2           | 0          |
| G. Çipi          | 13         | 0          | 1           | 1          | 2                 | 0                 | 1                 | 0                 | 15       | 0      | 2           | 1          |